# Mysmenopsis cidrelicola
Mysmenopsis cidrelicola là một loài nhện trong họ Mysmenidae.
Loài này thuộc chi Mysmenopsis. Mysmenopsis cidrelicola được Eugène Simon miêu tả năm 1895.